# Радоля
Радоля (словац. Radoľa) — село, громада округу Кисуцьке Нове Место, Жилінський край. Кадастрова площа громади — 6,72 км². Протікає Вадічовський потік.
Населення 1491 особа (станом на 31 грудня 2018 року).

## Історія
Радоля згадується 1332 року.

## Населення
| Рік:            | 1994. | 2004.   | 2014.   | 2024.   |
| --------------- | ----- | ------- | ------- | ------- |
| Кількість осіб: | 1342  | 1372    | 1459    | 1533    |
| Різниця:        |       | +2,23 % | +6,34 % | +5,07 % |

| Рік:            | 2023. | 2024.   |
| --------------- | ----- | ------- |
| Кількість осіб: | 1543  | 1533    |
| Різниця:        |       | -0,64 % |